# Возник, Роман Святославович
Роман Святославович Возник (укр. Роман Святославович Возник) — военный и политический деятель подконтрольной России Донецкой Народной Республики. Майор Народной милиции ДНР. Командир батальона «Мираж».

## Биография
Бывший сотрудник спецподразделения милиции МВД Украины «Беркут» по Донецкой области. После победы Евромайдана в 2014 году активно участвовал в пророссийском протестном движении и в захвате административных зданий в Донецке.
Широко стал известен 9 мая 2014 года, когда на праздновании Дня победы избил дирижёра духового оркестра в Донецке за то, что музыканты играли Гимн Украины вместо гимна России.
Вскоре он возглавил батальон «Мираж». Подразделение принимало участие в штурме Саур-Могилы, Новоазовска. Участвовало в операции под Зеленопольем, Павлополье, Георгиевке. Позднее Возник вошел в состав Народного Совета ДНР.
Погиб 26 марта 2015 года в Донецке на перекрестке улиц Челюскинцев и Ватутина между 23:00 и 23:15. Неизвестные обстреляли автомобиль Возника. От полученных ранений Возник скончался. Погиб и его охранник. Также в автомобиле находились супруга Романа Возника и его ребёнок, которые не пострадали. По предварительным данным, машина командира была расстреляна из автомобиля «Chevrolet Lacetti» синего цвета.
Представители ДНР обвинили в убийстве «Цыгана» украинскую диверсионно-разведывательную группу. Виновные в гибели Возника так и не найдены.